# Code de déontologie des psychologues
Un code de déontologie des psychologues est un texte qui regroupe les principales règles déontologiques applicables aux psychologues.

## Amérique

### Canada
Au Canada, le Conseil de recherches en sciences humaines du Canada définit les principes éthiques que les chercheurs doivent respecter.
Au Québec, les psychologues doivent respecter le code de déontologie qui encadre recherche et psychologie appliquée, tel que mis en place par l'Ordre des psychologues.

### États-Unis
Aux États-Unis, le code de déontologie des psychologues américains a été écrit par l'Association américaine de psychologie (American Psychological Association ou APA) en 1953 et est régulièrement révisé, sous le nom de Ethical Principles of Psychologists and Code of Conduct (forme abrégée : Ethics Code de l'APA).

## Europe
Cette charte a été adoptée à Athènes le 1er juillet 1995 par l'Assemblée Générale de la Fédération Européenne des Associations Professionnelles de Psychologues (FEAP) comprenant des psychologues de 29 pays.
Elle reprend les principes d'éthiques essentiels à la profession de psychologue.
Elle aborde ainsi les principes fondamentaux tels que le respect des personnes et de leur dignité, mais aussi le devoir de compétence, de responsabilité et de probité des professionnels en psychologie.

### Belgique
En Belgique, le code de déontologie des psychologues est publié par le Moniteur belge comme « arrêté royal fixant les règles de déontologie du psychologue ». La version officielle du code de déontologie a été publiée le 16 mai 2014. Il est entré en vigueur le 26 mai 2014 et a été modifié par un arrêté royal du 4 avril 2018 , modifiant l'arrêté royal du 2 avril 2014 fixant les règles de déontologie du psychologue.

### France
En France, le code de déontologie des psychologues est reconnu par les principales organisations de psychologues, quels que soient leurs pratiques ou leur champ d'activité. Il ne présente cependant pas de validité légale.

### Suisse
En Suisse, le code de déontologies des psychologues est édicté par la fédération suisse des psychologues.